# CFosSpeed
 (juin 2011).
cFosSpeed est une solution logicielle pour le traffic shaping sous Windows.
Ce logiciel s'installe comme un pilote de périphérique de la pile réseau Windows où il peut alors inspecter des paquets et analyser de la couche applicative du protocole IP.

## Principe de fonctionnement
Le logiciel classe les paquets de données dans différentes catégories de trafic. Ceci est réalisé au travers d'un certain nombre de règles de filtrage qui peuvent être définies par l'utilisateur. Le trafic de données peut ainsi être classé et priorisé par nom de programme, par la couche 7 du protocole IP, par TCP ou UDP, par numéros de port, par des balises DSCP ainsi que par de nombreux autres critères.
Le trafic sortant n'est pas envoyé indistinctement. Au lieu de cela, les paquets de données sont d'abord placés dans une file d'attente puis envoyés dans l'ordre de leur priorité. De cette façon, les données qui sont nécessaires immédiatement sont transmises avant celles moins urgentes.
Ainsi, même si de grandes quantités de données sont transférées en même temps, le traffic shaping peut garder des connexions interactives comme SSH, VNC, des appels VoIP, des jeux en ligne ou d'autres programmes sensibles aux latences. Qui plus est, la transmission rapide de paquets TCP ACK maintient des téléchargements rapides.
Ce phénomène s'explique en partie par le fait que l'expéditeur envoie des données uniquement après l'accusé de réception du récepteur (contrôle de flux TCP).
cFosSpeed réduit également la congestion du réseau pour les téléchargements en abaissant la taille des paquets TCP afin d'éviter que l'expéditeur envoie trop de données à la fois[réf. nécessaire].

## Logiciels similaires
- Netbalancer
- NetLimiter (en)
- TrafficShaperXP (en)